# Cymus
Genre
Synonymes
- Arphnus Stal, 1874

Cymus est un genre d'insectes de l'ordre des hémiptères, du sous-ordre des hétéroptères (punaises), de la famille des Cymidae et de la sous-famille des Cyminae.

## Liste des espèces
- Cymus africanus Hamid, A., 1975
- Cymus angustatus Stal, 1874
- Cymus aurescens Distant, W.L., 1883
- Cymus bellus Van Duzee, 1909
- Cymus braziliensis Hamid, A., 1975
- Cymus californicus Hamid, 1975
- Cymus capeneri Hamid, A., 1975
- Cymus ceylonensis Hamid, A., 1975
- Cymus chinensis Hamid, A., 1975
- Cymus claviculus (Fallén, 1807)
- Cymus coriacipennis (Stål, 1859)
- Cymus dipus Germar, E.F., 1837
- Cymus discors Horvath, 1908
- Cymus drakei Slater, J.A., 1964
- Cymus elegans Josifov, M. & I.M. Kerzhner, 1978
- Cymus ferrugineus Linnavuori, R., 1978
- Cymus foliaceus Motschulsky, V., 1859
- Cymus glandicolor Hahn, 1831
- Cymus gracilicornis Vidal, J.P., 1940
- Cymus guatemalanus Distant, 1893
- Cymus koreanus Josifov, M. & I.M. Kerzhner, 1978
- Cymus luridus Stal, 1874
- Cymus marginatus Puton, A., 1895
- Cymus melanocephalus Fieber, F.X., 1861
- Cymus melanotylus (Ashlock, P.D., 1961)
- Cymus mexicanus Distant, W.L., 1882
- Cymus minutus Lindberg, H., 1939
- Cymus nigrofemoralis Hamid, 1975
- Cymus nocturnus Bergroth, E. & H. Schouteden, 1905
- Cymus novaezelandiae Woodward, T.E., 1954
- Cymus remanei Heiss & Pericart, 1999
- Cymus robustus Barber, 1924
- Cymus rufescens Hamid, A., 1975
- Cymus ruficornis Hamid, A., 1975
- Cymus simplex Horvath, G., 1882
- Cymus sp nocturnus
- Cymus syrianensis Hamid, A., 1975
- Cymus tabaci Matsumura, S., 1910
- Cymus tripunctatus (Van Duzee, E.P., 1933)
- Cymus tumescens Zheng, 1981
- Cymus waelbroecki Bergroth, E., 1905